# Mindarus japonicus
Mindarus japonicus är en insektsart som beskrevs av Takahashi, R. 1931. Mindarus japonicus ingår i släktet Mindarus och familjen långrörsbladlöss. Inga underarter finns listade i Catalogue of Life.